# Kathleen Basford
 Kathleen Basford (6 de septiembre de 1916 - 20 de diciembre de 1998) fue una botánica británica, con especial interés en la genética. Es conocida por descubrir una forma de fucsia que era un cruce entre un fucsia de Nueva Zelanda y un fucsia mexicano, lo que demuestra que esta forma de flor existió hace 20 a 30 millones de años, antes de que los continentes se separaran. 

## Vida
Basford nació en Grantham en 1916 y desarrolló su interés por la botánica gracias a su niñera, Winny, quien le enseñó a identificar tipos de árboles y flores silvestres. Estudió en Harrogate Ladies College, donde la biología no estaba en el plan de estudios.  Luego estudió dibujo botánico en una escuela de arte en Nottingham, donde conoció a Freddie Basford, un estudiante de doctorado en química. Se casaron en 1936. Más tarde se fueron a vivir a Manchester y tuvieron 3 hijos. 
A finales de la década de 1940, Basford comenzó a cultivar e hibridar especies de fucsia. Tomó clases nocturnas de botánica en la Universidad de Manchester.  En 1952, escribió un artículo para el Journal of the Fuchsia Society describiendo un fucsia híbrido de un fucsia de Nueva Zelanda y un fucsia de México, demostrando que esta forma de flor existió hace 20 a 30 millones de años.  Esto se utilizó como evidencia de la deriva continental y de que los continentes se habían separado. Esto le valió un trabajo en el Departamento de Botánica de la Universidad de Manchester, donde trabajó con el genetista SC Harland . Estudió su maestría sobre los efectos genéticos y morfogenéticos de la radiación en el material vegetal de molusco . 
Basford viajó con Harland a Perú para trabajar en el mejoramiento de variedades de maíz. A su regreso al Reino Unido, ocupó un puesto en el Departamento de Citología Diagnóstica del Hospital Christie, donde trabajó hasta su jubilación. También es conocida por su investigación sobre el significado cultural del Hombre Verde, una figura mítica que tenía una cabeza de la que brotaba follaje. En 1978 publicó El hombre verde, analizando cómo la figura era un motivo para la "dimensión espiritual de la naturaleza" en la arquitectura, con una importante relevancia en la sociedad moderna.  